# Camille d'Ornano
 (novembre 2018).
Si vous disposez d'ouvrages ou d'articles de référence ou si vous connaissez des sites web de qualité traitant du thème abordé ici, merci de compléter l'article en donnant les références utiles à sa vérifiabilité et en les liant à la section « Notes et références ».
Camille d'Ornano (né le 4 avril 1917 à Ajaccio, mort le 2 août 1987) est un haut fonctionnaire français, haut-commissaire du territoire français des Afars et des Issas jusqu'en juin 1977.

## Biographie
Après la Seconde Guerre mondiale, il travaille dans l'administration coloniale. En 1958, il est directeur de cabinet du haut-commissaire au Cameroun.
En 1976, il est nommé haut-commissaire du territoire français des Afars et des Issas jusqu'à son accession à l'indépendance en juin 1977. Il est ensuite ambassadeur au Luxembourg jusqu'en 1982.

## Décorations
- Ordre de la Légion d'honneur